# Quilapayún 3
Quilapayún 3 è il quarto album in studio del gruppo cileno Quilapayún pubblicato nel 1969.

## Descrizione
Questo è il terzo album realizzato dai Quilapayún per l'etichetta EMI Odeòn (da cui il numero presente nel titolo) e, come i precedenti, si caratterizza soprattutto per brani appartenenti alla tradizione di svariati paesi, alcuni brani scritti da alcuni componenti del gruppo, sempre legati alla tradizione dell'America meridionale, e alcuni brani di autori della Nueva Canción Chilena. 
Manuel Ascencio Padilla è una canzone intitolata all'omonimo patriota e rivoluzionario e narra della sua lotta per l'indipendenza della Bolivia insieme a Juana Azurduy de Padilla, sua moglie. Elegía è un brano composto dal gruppo subito dopo aver saputo della morte di Ernesto Che Guevara, come omaggio alla sua memoria, verrà poi reinciso con il titolo parzialmente modificato in Elegía al Che Guevara nell'album El pueblo unido jamás será vencido.
Yaraví y huayno de la Quebrada de Humahuaca è un brano destinato alle feste carnevalesche dell'altopiano andino, di cui fa parte la Quebrada de Humahuaca, qui presentato con un arrangiamento molto fedele a quello originale. Duerme, duerme negrito, ninna nanna tradizionale appartenente al repertorio di Atahualpa Yupanqui e proveniente dalle zone di frontiera tra Colombia e Venezuela, era stato inciso dal gruppo in studio nel 1966, per poi essere scartato. Viene qui recuperato e qualche mese dopo verrà anche inciso da Víctor Jara nel suo album Pongo en tus manos abiertas accompagnato musicalmente proprio dai Quilapayún.
Canción del soldado è un brano di Víctor Jara scritto specificatamente per i Quilapayún, il testo, che parla di una vittima che implora un soldato di non ucciderlo, la rende una canzone premonitrice del destino del suo autore.

## Edizioni
Questo album è stato pubblicato per la prima volta nel 1969, in formato LP, non è mai stato pubblicato in formato CD, ma nel 2020 la sua versione in digitale è stata messa in vendita e ascoltabile in streaming sui principali siti dedicati. 
- 1969 – LP, EMI Odeòn LDC 35163, Cile
- 1970 – LP, EMI Odeòn URL 20704, Uruguay, intitolato Quilapayún Nº 3
- 1971 – LP, EMI Odeòn OP-80219, Giappone, unica versione in stereofonia, intitolato Quilapayún !
- 1974 – LP, EMI 7401, Venezuela, con l'ordine dei brani modificato e senza la traccia Ñancahuazú

## Tracce
1. Dicen que la patria es – 2:40 (Chicho Sánchez Ferlosio)
2. A mi palomita – 2:45 (tradizionale boliviano)
3. El árbol – 1:40 (musica: Eduardo Carrasco)
4. Duerme, duerme negrito – 2:44 (tradizionale)
5. Ñancahuazú – 2:20 (musica: Patricio Castillo)
6. Contrapunto entre el águila americana y el cóndor chileno – 2:09 (tradizionale cileno)
7. Elegía – 2:42 (musica: Eduardo Carrasco)
8. En qué nos parecemos – 2:42 (tradizionale spagnolo)
9. Yaraví y huayno de la Quebrada de Humahuaca – 2:06 (musica: tradizionale argentino)
10. Canción del soldado – 2:31 (Víctor Jara)
11. La fortuna – 2:26 (tradizionale argentino)
12. Manuel Ascencio Padilla – 2:08 (Sergio Ortega)

Durata totale: 28:53

## Crediti

### Formazione
- Eduardo Carrasco
- Carlos Quezada
- Willy Oddó
- Hernán Gómez
- Rodolfo Parada
- Patricio Castillo

### Collaboratori
- Vicente e Antonio Larrea - copertina e grafica